# Continental Airlines
Continental Airlines, Inc. (укр. Контіне́нтел Ейрлайнз) (NYSE: CAL) — четверта за величиною авіакомпанія Сполучених Штатів Америки зі штаб-квартирою в Х'юстоні, штат Техас, член глобального авіаційного альянсу пасажирських перевезень Star Alliance з 2009 року. 1 жовтня 2010 року Continental Airlines офіційно злилася з компанією United Airlines. Новий авіаперевізник буде працювати під брендом United Airlines з використанням логотипу Continental Airlines. Нова авіакомпанія стала найбільшим авіаперевізником в світі.
Виконує більше 3 000 рейсів в день у понад 190 пунктів призначення за межами країни і в 151 аеропорт на території США. Маршрутна мережа перевізника охоплює міста Канади, Латинської Америки, Європи, Сполучених Штатів Америки та країни Азійсько-Тихоокеанського регіону. Авіакомпанія експлуатує в своїх головних хабів Міжнародний аеропорт Ньюарка Ліберті, Міжнародний аеропорт Х'юстон (Інтерконтинентал), Міжнародний аеропорт Клівленда Хопкінс і Міжнародний аеропорт імені Антоніо Вон Пата. В аеропорту Гуаму базується дочірнє підрозділ авіакомпанії — Continental Micronesia, що з'єднує своїми рейсами регіон Мікронезії з містами Східної Азії, Південно-Східної Азії, Гонолулу і з австралійським містом Кернс.
Є міноритарним власником авіакомпанії ExpressJet Airlines, яка працює під торговою маркою Continental Express, але управляється незалежним керівництвом і має власні розміщені акції. Невеликі авіаперевізники Cape Air, Colgan Air, CommutAir і Gulfstream International Airlines працюють під брендом Continental Connection, компанія Chautauqua Airlines — під маркою Continental Express, однак сама Континентал не має в цих авіакомпаніях своєї частки власності.
З вересня 2005 є повноправним членом альянсу SkyTeam, в якому має щільні ділові відносини з авіакомпаніями Northwest Airlines, Delta Air Lines, Air France, KLM, Aeromexico і Alitalia, а також код-шерінгові угоди з залізничною компанією Amtrak, що працює на ринку північно-східної частини США, з US Helicopter, що виконує вертолітні перевезення з Міжнародного аеропорту Ньюарка (Ліберті) в Манхеттен і з французької залізничною компанією SNCF French Rail. У січні 2009 року Континентал оголосила про вихід з 24 жовтня 2009 року з альянсу SkyTeam і планованому вступ до іншого авіаційного альянсу Star Alliance вже на наступний день — 25 жовтня.

## Історія

### Рання історія: 1931-1958
Історія авіаліній розпочалася 15 липня 1934 зі створенням невеликої авіакомпанії Varney Speed Lines, названої так по імені одного з своїх первісних власників Вальтера Т. Варнея (Walter T. Varney), який також був у числі засновників авіакомпанії United Airlines. Перші рейси виконувалися з Ель-Пасо через міста Альбукерке, Санта-Фе і Лас-Вегас, штат Нью-Мексико до Пуебла, штат Колорадо. На самій зорі польоти здійснювалися на однодвигуновому Lockheed Vega, розрахованому на перевезення чотирьох пасажирів, пізніше флот поповнився літаками Lockheed L-9 Orion, Lockheed Model 12 Electra Junior і Lockheed Lodestar.
Після скасування в 1934 адміністрацією Рузвельта всіх державних контрактів на перевезення пошти Varney Speed Lines терміново знадобилися гроші для продовження експлуатації своїх рейсів і участі в конкурсних процедурах на перевезення поштових вантажів. Інвестором виступив американський авіатор Роберт Сікс (Robert Six), 5 липня 1936 року він купив у одного з засновників Varney Speed Lines Луїса Мюллера (Louis Mueller) 40% власності компанії за 90 тисяч доларів США. У результаті Луїс Мюллер був призначений на посаду голови правління Varney Speed Lines (і залишався на ній до 28 лютого 1966 року), Роберт Сікс став генеральним директором, а сама авіакомпанія отримала контракт на перевезення поштових вантажів і пасажирів між Ель-Пасо і Пуебла. 8 липня 1937 року Varney Speed Lines змінила свою назву на Continental і в жовтні того ж року перенесла штаб-квартиру авіакомпанії в аеропорту Денвера.
Під час Другої світової війни діяльність аеропорту Денвера була в основній частині переорієнтована на обслуговування та оснащення військових літаків Boeing B-17 Flying Fortress, Boeing B-29 Superfortress і North American P-51 Mustang для військово-повітряних сил армії США. Прибуток від цієї діяльності дозволила Continental після закінчення війни розширити свій флот і поповнити його новими типами літаків, серед яких були Douglas DC-3, Convair 240 і Convair 340. Деякі DC-3, що були придбані у ВПС, а Convair-и стали першими літаками компанії, що мають повністю герметичні салони.
До 1946 маршрутна мережа була обмежена рейсами з Денвера в Ель-Пасо і в Альбукерк з посадками в Канзасі і Оклахома-Сіті.
У 1946 авіакомпанія вводить окремі рейси з Денвера в Канзас, Оклахому і нові маршрути з Ель-Пасо і Альбукерка в Сан-Антоніо.
У 1964 провела своє перше велике злиття, об'єднавшись з авіакомпанією Pioneer Airlines і отримавши тим самим нові маршрути в 16 невеликих міст Техасу і Нью-Мексико. Напрямки польотів обох перевізників добре інтегрувалися один з одним і давали непоганий прибуток при їх експлуатації, проте як і більшість інших авіакомпаній країни Континентал залишалася регіональним перевізником і, по суті, обмежувалася діяльністю тільки між чотирма великими містами США. Роберт Сікс був вкрай незадоволений ситуацією, що склалася. Він неодноразово звертався в Раду з цивільної авіації (Civil Aeronautics Board), який був регулятором цивільних авіаперевезень, про видачу дозволів на польоти в ряд інших великих міст країни та отримання Континентал статусу авіакомпанії аналогічного United Airlines, Trans World Airlines і American Airlines. Паралельно з цим, Сікс проводить переговори з корпорацією Boeing на постачання нових реактивних літаків Boeing 707, стверджуючи, що в найближчому майбутньому авіакомпанія увійде в число світових лідерів по пасажирським перевезенням. Логіка Сікса очевидна: час грає вирішальну роль і нові маршрути (які поки ще не виділено) будуть виправдовуватися експлуатацією реактивних літаків, а реактивні літаки в свою чергу будуть необхідні на нових маршрутах.

### «Авіакомпанія, яка повинна рости»: 1959-1969 роки

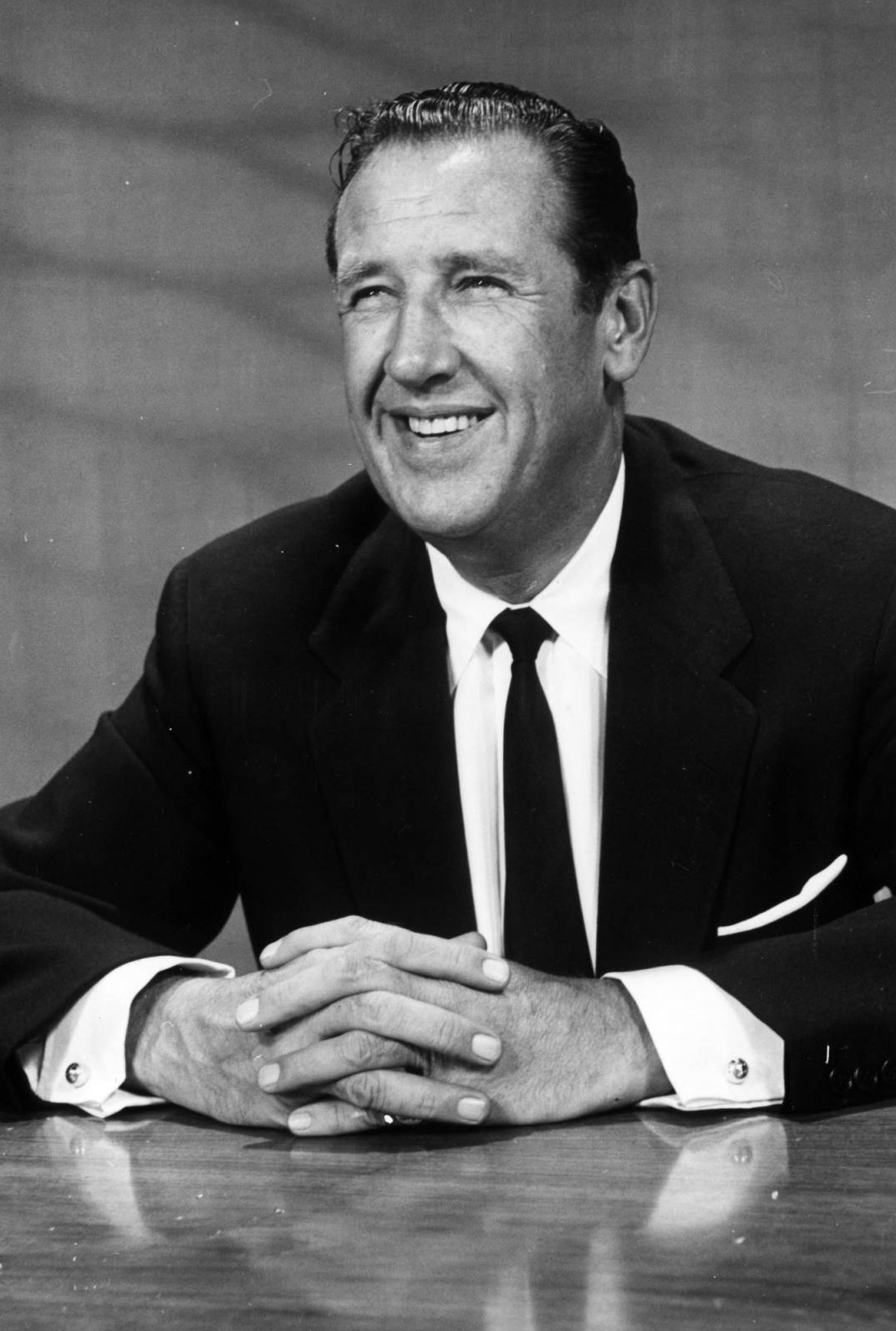
Роберт Сікс в 1969

До кінця 1950-х стратегія Роберта Сікса принесла свої перші плоди. Завдяки лояльному ставленню Ради у справах цивільної авіації і бурхливої діяльності Сікса, часто вживав на переговорах фразу «Авіакомпанія повинна рости», Континентал отримала права на виконання рейсів між іншими великими містами країни. У 1957 році почалися польоти з Чикаго до Лос-Анджелес — як прямі, так і з посадками в Денвері, і безпосадкові рейси з Денвера і Лос-Анджелеса в Канзас. На середньомагістральних маршрутах Континентал ввела нові турбогвинтові Vickers Viscount. Трохи пізніше Рада у справах цивільної авіації дозволив авіакомпанії закрити більшість її рейсів в малі міста, що дозволило Континентал поставити свої нові літаки на більш довгі маршрути перевезень, тим самим серйозно оптимізувавши статті доходів і витрат компанії. До придбання реактивних Боїнгів-707 Континентал закупила популярні в той час літаки Douglas DC-7 і експлуатувала їх на безпосадкових рейсах Лос-Анджелес — Чикаго, Лос-Анджелес — Денвер і Чикаго — Канзас.
Наприкінці 1950-х і початку 1960-х Сікс активно лобіює зниження тарифів на перельоти в провідних авіакомпаніях країни, розуміючи, що ці заходи можуть серйозно збільшити трафік пасажирських авіаперевезень. Сікс шокував авіаційну індустрію, ввівши в 1962 році низький економічний тариф на рейсах Чикаго — Лос-Анджелес, і продовжував діяти аналогічним чином на інших напрямках перевезень, встановлюючи економічні тарифи на 25% менші стандартних розцінок.
Як і планував Сікс, Континентал стала одним з перших експлуатантів реактивних літаків Boeing 707, отримавши новий борт навесні 1959 року. Незважаючи на те що Pan American і Trans World Airlines ввели 707-е до ладу на кілька тижнів раніше, Континентал стала першою авіакомпанією в світі, почала експлуатацію цих літаків на внутрішніх маршрутах, відкривши 8 червня 1959 року рейс з Чикаго до Лос-Анджелес. Оскільки парк реактивних літаків був невеликим порівняно з іншими авіаперевізниками, Континентал довелося серйозним чином переглянути діючий розклад польотів і витрати на технічне обслуговування 707-х, в результаті чого дані літаки експлуатувалися сім днів в тиждень по 16 годин на добу — з показником, кращим ніж у будь-якої іншої авіакомпанії, яка використала реактивну техніку.
Роберт Сікс не задоволений стандартним сервісом на Боїнгах-707 і вносить до обслуговування всякі новинки типу розкішної бортовий кухні, коментуючи цей факт кореспонденту газети «Лос-Анджелес Таймс» «...ніколи не вистачає розкоші» та газеті «Чикаго триб'юн» — «...очевидно, це найкраще що є в авіаційній промисловості».
У першій половині 1960-х відкрила нові рейси з Лос-Анджелеса в Х'юстон з різними варіантами польотів: безпосадочний, з однією або з двома посадками через Фінікс, Тусон (обидва — Аризона), Ель-Пасо, Мідленда — Одеса, Остін і Сан-Антоніо (Техас). Також були введені рейси з Денвера в Сіетл, Портленд (Орегон), Новий Орлеан і Х'юстон, причому в маршрут Денвер — Х'юстон також мав кілька варіантів: безпосадковий і з однією або двома посадками через Вичиту, Талсу або Оклахому. У 1963 році авіакомпанія перенесла свою штаб-квартиру з Денвера в Лос-Анджелес.
Наприкінці 1960-х однією з перших американських авіакомпаній припинила експлуатацію турбогвинтових і поршневих літаків, замінивши свої «Віккерси» на Douglas DC-9 і замовивши нові Boeing 727. Ці два типи літаків (DC-9 і B-727) на наступні двадцять років стали флагманами флоту Континентал. У 1968 році авіакомпанія ввела нову ліврею лайнерів в оранжево-золотого забарвлення з чорним символічним зображенням реактивних потоків на хвості (пізніше колір символічної емблеми змінили на червоний) і запустила маркетинговий девіз (слоган) — «Гордий птах із золотим хвостом», що звучав як офіційний протягом наступних десяти років.
У період В'єтнамської війни стала основним цивільним перевізником військових вантажів і самих військ для армії США і Корпусу морської піхоти, що базувалися в Азії і на Тихому океані. Як транзитного вузла літаки Б707 авіакомпанії використовували аеропорт Сайгона Таншоннят. В результаті напрацьованого досвіду і маршрутів перевезень в травні 1968 року Континентал створює дочірню авіакомпанію Air Micronesia з регулярними пасажирськими рейсами між островами Яп, Сайпаном, Гуамом, Маджуро, островами Чуук, штатом Понпеї і Гонолулу. Літали під позивним Air Mike Боїнги 727-100 спеціально оснащені комплектами виживання у відкритому океані, допплерівським радаром і великою кількістю запчастин, включаючи і шини на шасі. В даний час Ейр Мікронезія літає під назвою Continental Micronesia, будучи як і в минулому дочірньої авіакомпанією Континентал.
У вересні 1969 і на початку 1970 отримала право на відкриття нових маршрутів з зростаючим обсягом перевезень, були введені рейси з Лос-Анджелеса в Гонолулу, з Сіетла і Портленда в Сан-Хосе і Онтаріо (штат Каліфорнія). Наприкінці 1970 року також відкрився безпосадочний рейс з Сан-Франциско в Альбукерке і Даллас.

### Початок епохи широкофюзеляжних літаків: 1970-1976 роки
26 червня 1970 першою серед американських авіакомпаній вводить в експлуатацію Boeing 747 на рейсах усередині США. Верхня палуба літаків відведена під салони першого класу, на головній палубі розміщувався так званий Полінезійський паб, пізніше заслужено отримав нагороди як найвишуканіший у світі інтер'єр пасажирського салону. Сервіс на рейсах Боїнгів-747 з Чикаго, Денвера, Лос-Анджелеса і Гонолулу встановили стандарт обслуговування пасажирів усіх авіакомпаній західній частині США. У 1974 році у відповідь на питання співробітника однієї з сервісної фірми Денвера чому був обраний рейс саме цієї авіакомпанії легенда Голлівуду Джейн Фонду відповіла: «Цей рейс — просто клас. Правда клас!».
1 червня 1972 флот поповнив перший широкофюзеляжний Douglas DC-10. Роберт Сікс наполягав на великому замовленні містких літаків DC-10 і Б-747, що згодом ще раз довело правильність розрахунків Сікса на майбутнє, оскільки широко розрекламований сервіс на магістральних рейсах Б-747 добре стимулював збільшення обсягу пасажирських перевезень не тільки самої Контінентал, але також і інших авіаперевізників. Крім того, розвиток промислового сектора та економічний підйом в Денвері, Х'юстоні і Сіетлі стали причинами різкого збільшення попиту на авіаперевезення та зростання пасажирського трафіку.
Протягом 1970-х Денвер продовжував залишатися головним хабом в системі перевезень Контінентал, 747-е обслуговували маршрути Чикаго-Лос-Анджелес-Гонолулу і раз на день рейс виконувався з цього ж напрямку з посадкою в Денвері. Дугласи DC-10 працювали на завантажених маршрутах з Лос-Анджелеса в Чикаго, Х'юстон і Гонолулу, а також з Денвера в Чикаго, Лос-Анджелес, Сіетл і Х'юстон. DC-9 і Boeing 727 обслуговували інші напрямки перевезень маршрутній мережі авіакомпанії. Експлуатація всього чотирьох типів авіалайнерів (B-747, DC-10, B-727-200 і DC-9-30) дозволяла Континентал значно економити на витратах в частині підготовки льотних екіпажів, технічного обслуговування і матеріально-технічного забезпечення літаків.
Введення широкофюзеляжних Дугласів DC-10 виявилося дуже своєчасним доповненням до магістрального флоту, оскільки дозволило авіакомпанії оперативно задовольняти зростаючі потреби ринку західної частини США в пасажирських перевезеннях, і незважаючи на серйозну конкуренцію з іншим магістральним перевізником United Airlines. Деякі сервісні новинки Боїнгів-747 авіакомпанії, включаючи і «Полінезійський паб», були введені і на Дугласах DC-10, однак після нафтової кризи 1973 року і різкого підвищення цін на паливо постало завдання підвищення місткості лайнерів і «Полінезійські паби» були прибрані з рейсів DC-10.
Увагу керівництва  до якості обслуговування пасажирів у 1960-1970-х доходить навіть до найдрібніших деталей. Відповідно до одного анекдотичному вказівкою Роберта Сікса і з-за його упередженого уваги до сервісу салонів першого класу, на кожній сторінці пам'ятки клієнтам була надрукована фраза «Нічого з цієї пам'ятки не замінить здорового глузду». Сікс постійно стежив за всією системою Континентал і за своїми конкурентами з метою забезпечення жорстких стандартів якості обслуговування в авіакомпанії, а також невпинно шукав нові ідеї та рішення, які могли б втілюватися в життя в Континентал.

### Дерегулювання перевезень та розширення компанії: 1977-1980-ті роки
У 1974 після тривалих судових розглядів відкриває рейс Х'юстон-Маямі, 21 травня 1976 отримує дозвіл на рейси між Денвером і Сан-Дієго — обидва маршруту давно вже потребували додаткових потужностях авіаперевізників. З схвалення Президента США Джиммі Картера і голови Ради у справах цивільної авіації США Альфреда Кана (Alfred Kahn) почалася робота над Законом про дерегулювання авіакомпаній, який вперше в історії авіації США дозволив би авіакомпаніям країни самим визначати маршрути перевезень, куди та коли літати і які встановлювати ціни на авіаквитки своїх рейсів, при цьому не вимагаючи узгодження з державними установами.
У цьому контексті 1977 став історичною віхою для цивільної авіації США в цілому і для Континентал зокрема. Авіакомпанія відкрила нові маршрути з Денвера в Маямі/Форт-Лодердейл і Тампа/Сент-Пітерсбург. У тому ж році президент Картер уповноважив Континентал відкрити регулярне щоденне сполучення між Сайпаном і Японією і затвердив нові рейси з Лос-Анджелеса в Австралію і Нову Зеландію через Гонолулу, Американське Самоа та Фіджі, польоти почалися 1 травня 1979 року.
Після підписання в 1978 Закону про дерегулювання авіакомпаній Континентал приймає агресивну програму розширення власної маршрутної мережі. У жовтні 1976 року почалися польоти з Нью-Йорка в Денвер і Х'юстон, з Денвера в Фінікс, відкрився рейс із Лос-Анджелеса в Тайбей з посадками в Гонолулу і Гуамі на літаках Дуглас DC-10. У січні 1979 року вводиться маршрут Х'юстон-Вашингтон (округ Колумбія), у червні того ж року авіакомпанія пов'язує своїми рейсами Денвер з Вашингтоном, Лас-Вегасом, Сан-Франциско й Сан-Хосе і запускає рейс Х'юстон-Тампа. До 1981-му році холдингова група Texas Air Corporation поглинає Континентал і триває після прийняття Закону про дерегулювання бурхливе зростання авіакомпанії дозволяє їй розширювати свою присутність на ринку регіональних авіаперевезень країни. Розвиток і збільшення операцій Континентал в Денвері стало головною причиною будівництва нового міжнародного аеропорту Денвера, завершився п'ятнадцять років потому.
Протягом 1978 вивчала можливості об'єднання з авіакомпанією Western Airlines, яка теж мала штаб-квартиру в Міжнародному аеропорту Лос-Анджелеса (LAX) і експлуатувала флот, в основному складався з тих же типів літаків Боїнг-727 та DC-10, що і в Континентал. Маршрутні мережі авіакомпаній були взаємодоповнюючими, оскільки хоч обидві авіакомпанії і працювали на західній частині країни і з одного аеропорту, Континентал головний наголос робила на перевезеннях в південних штатах, штатах Великих озер і на Гаваї, в той час як Western Airlines побудувала свою транспортну мережу на містах Каліфорнії, Алясці, Мексики та в регіоні Західного Міжгір'я. Обидві авіакомпанії мали різні маршрути з Лос-Анджелеса, Денвера, Сан-Франциско, Сіетлі та Фінікса. Об'єднання авіаперевізників не відбулося з безлічі різних причин.

### Придбання Texas Air Corporation: 1981-82-ті роки

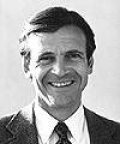
Френк Лоренцо, генеральний директор авіакомпанії з 1981 по 1990 роки

У 1981 авіаційна холдингова компанія Texas Air Corporation, контрольована американським інвестором і підприємцем Френком Лоренцо (Frank Lorenzo), в результаті довгих переговорів і суперечок між її керівниками і топ-менеджерами Континентал поглинула керуючу компанію Continental Airlines Incorporated. Переговори дійсно були непростими, супроводжувалися активною протидією профспілки Контінентал, члени якого побоювалися так званої «дерегулюючій тактиці Лоренцо», яка полягала у прагненні Лоренцо перетворити Континенталів в роздроблену і необ'єднану авіакомпанію. В ході цієї боротьби президент Continental Airlines Inc. А. Л. Фельдман (A. L. Feldman) 9 серпня 1981 року покінчив життя самогубством у своєму офісі.
В кінцевому підсумку Френк Лоренцо став президентом і виконавчим директором Континентал. 31 жовтня 1982 року остаточно завершилася процедура злиття двох авіаперевізників, у об'єднаної компанії зберігалися назва Контінентал, її бренд і ідентифікатори, маршрутна мережа авіакомпанії відтепер поширювалася на чотири континенти (Північну Америку, Південну Америку, Азію, Австралію, а її повітряний флот виріс до 112 літаків. Об'єднана Континентал перенесла свою штаб-квартиру з Лос-Анджелеса в Х'юстон, штат Техас. Дане злиття призвело до значного розширення авіакомпанії, появи найбільшого авіаційного хаба країни в аеропорту Х'юстона (Інтерконтинентал) та придбання широкої мережі напрямів в Мексиці і на півдні центральної частини США.
Профспілка працівників боролася з Лоренцо і керівниками Континентал буквально на кожному кроці і безуспішно намагалася зупинити реорганізацію авіакомпанії у Федеральних судах США. Профспілці вдалося переконати Конгрес США прийняти новий Закон про банкрутство, що запобігає банкрутству авіакомпанії через масове розірвання контрактів, чим Континентал активно займалася після проведення злиття. Тим не менш, цей Закон був прийнятий надто пізно, щоб якимось чином вплинути на діяльність авіакомпанії, а поки керуючий корпус Континентал займався скороченням витрат і реорганізацією структури компанії, що в підсумку і врятувало її від повної ліквідації.

### Перше банкрутство і стосунки з профспілкою: 1983-1984

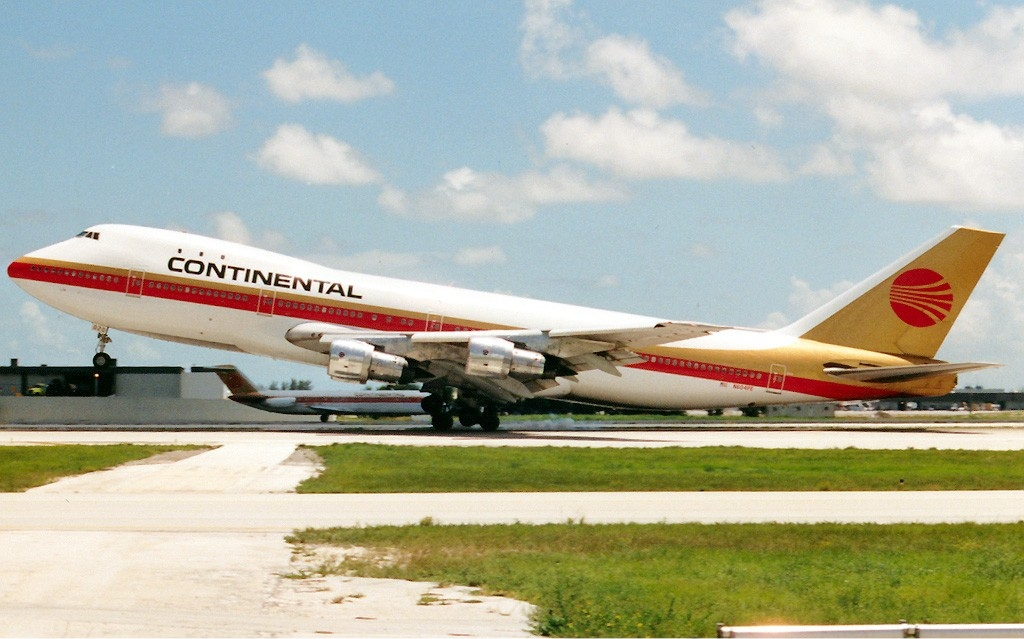
Boeing 747-200 авіакомпанії в міжнародному аеропорту Маямі, 19 липня 1989

Після тривалих і безрезультатних переговорів з профспілкою про зміну нижній ставки оплати праці працівників авіакомпанії, 23 вересня 1983 року Френк Лоренцо оголосив Континентал банкрутом, скориставшись положеннями Глави 11 Кодексу США про банкрутство.
Реорганізація авіакомпанії розпочалася негайно. Континентал як банкрут була звільнена від своїх договірних зобов'язань і ввела в дію нові трудові угоди з працівниками компанії, істотно знизивши фонд оплати праці та ліквідувавши заохочувальні виплати співробітникам. Цей крок, природно, зробив Континентал значно більш конкурентоспроможною авіакомпанією порівняно з її передбанкротним станом, дозволив розпочати нові витратні проекти з оновлення флоту і сервісу, однак породив негативне ставлення і масове невдоволення співробітників авіакомпанії. Тим не менше, до кінця 1984 року Континентал оголосила про чистого прибутку в 50 мільйонів доларів США.
30 червня 1986 року авіакомпанія офіційно вийшла зі стану банкрутства, вписавши себе в історію цивільної авіації США як першого авіаперевізника, що успішно пройшов всю процедуру банкрутства. У цей непростий період Континентал була змушена закрити свій хаб в Лос-Анджелесі, залишивши тільки регулярні рейси з Лос-Анджелеса в Денвер, Чикаго, Х'юстон і південну частину Тихого океану.

### Європейські напрямки і швидке зростання компанії: 1985-89-ті роки
Континентал вперше вийшла на ринок трансатлантичних перельотів 28 квітня 1985 року, відкривши два регулярних рейси з Ньюарка і Х'юстона у Лондон і незабаром додавши рейси в Париж, Франкфурт, Мадрид і Мюнхен.
У жовтні 1985 року керівний холдинг Texas Air Corp. звернувся до регіонального перевізнику Frontier Airlines, що базувався в Денвері,  з пропозицією про його купівлю, тим самим розв'язавши війну націнок на аукціонних торгах з іншим претендентом — авіакомпанією People Express, в той час очолювану колишнім колегою Френка Лоренцо по Texas Air Corp. Дональдом Барром (Don Burr). В результаті People Express заплатила непомірно високу ціну за регіонала Frontier Airlines. На думку промислових оглядачів об'єднання компаній, що фінансується за рахунок боргових зобов'язань і кредитів, не було раціональним вчинком ні з точки зору інтеграції маршрутних мереж перевізників, ні з позиції оптимізації операційної діяльності, однак, на думку більшості аналітиків, Дональд Бар пішов на такий вчинок в прагненні обійти свого колишнього боса Френка Лоренцо.

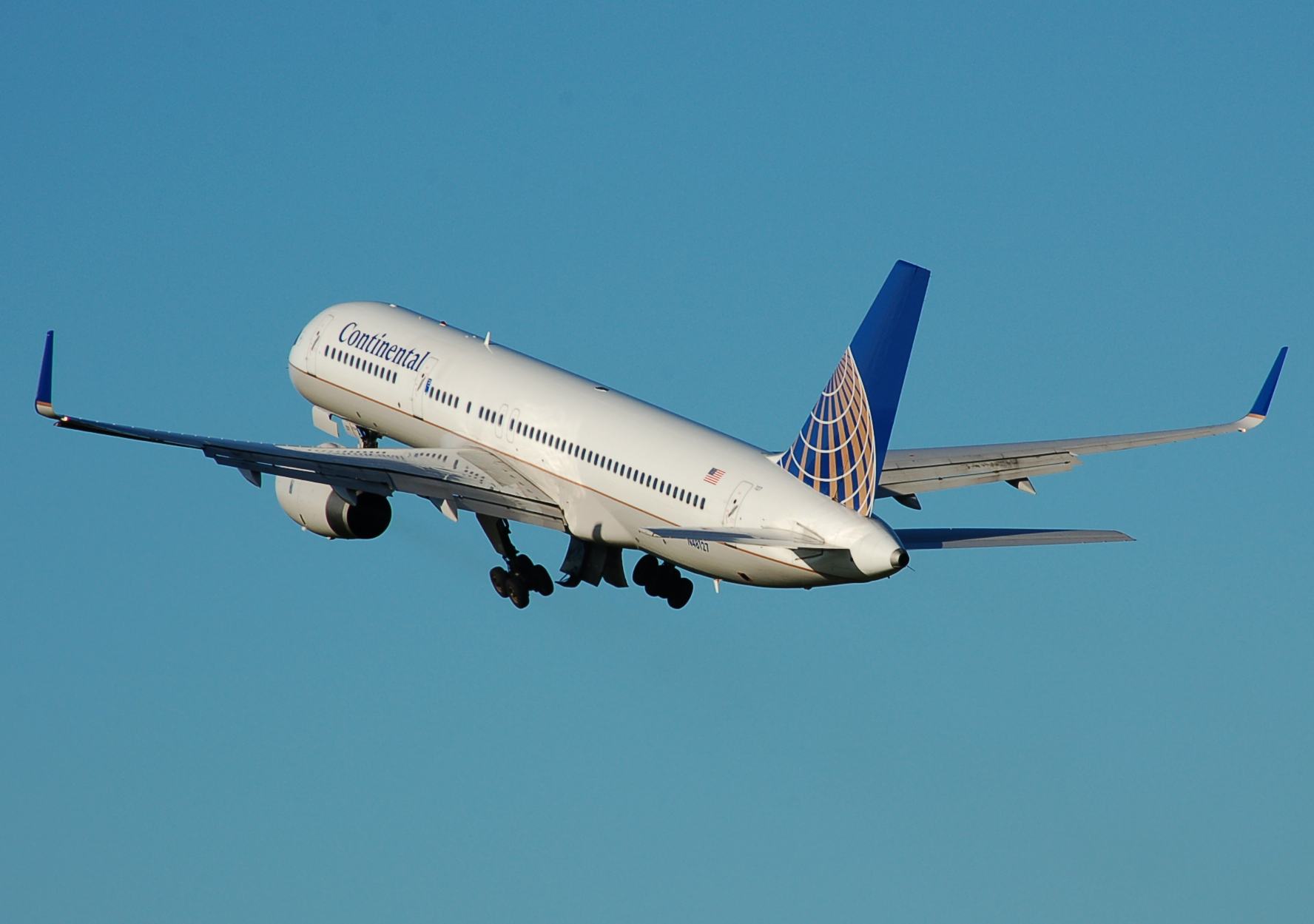
Зліт Boeing 757-200 Континентал з аеропорту Ньюарка

24 серпня 1986 року підрозділ Frontier Airlines стало банкрутом і припинило свою діяльність, а 15 вересня Texas Air Corp. придбав авіакомпанію People Express з її боргами і в умовах всій спущеною її готівки (hemorrhaging cash). Разом з поглиненої компанією Texas Air отримав потужну маршрутну мережу в регіоні Великих рівнин і Західного міжгір'я, посиливши і без того вже величезний пасажирський трафік хабу в Денвері. Оскільки People Express була однією з найбільших авіакомпаній на ринку перевезень Нью-Йорка, придбання її маршрутної мережі і транзитного вузла в Міжнародному аеропорту Ньюарка Ліберті дозволило Континентал вийти в число лідерів на авіаперевезеннях в східній частині Сполучених Штатів і незабаром компанія стала третім за величиною авіаперевізником в країні з основними транзитними вузлами в Нью-Йорку, Денвері і Х'юстоні.
People Express, New York Air і кілька місцевих авіаперевізників повністю завершили злиття з Continental Airlines 1 лютого 1987 року, перевівши тим самим Континентал в статус третьої за величиною авіакомпанії США та шостий — у всьому світі. У цьому ж році авіакомпанія створює спільно з Eastern Airlines заохочувальну програму для пасажирів, що часто літали, OnePass, а в наступному році — своє перше стратегічне партнерство (і перший в своєму роді міжнародний авіаційний альянс) зі скандинавської авіакомпанії SAS.

### Друге банкрутство, зміна керівництва і структурна перебудова: 1990-97 роки

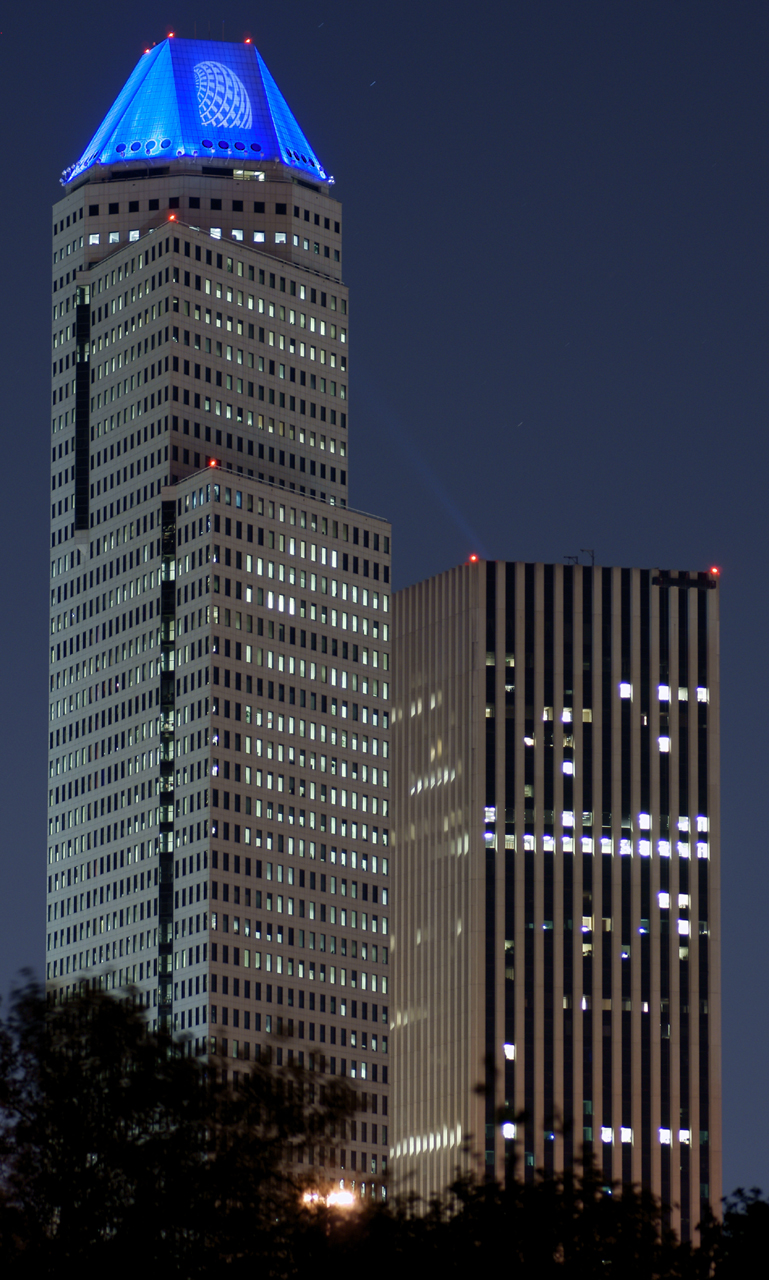
Штаб-квартира Continental Airlines в Х'юстоні (Техас)

У 1990 році після 18 років на чолі Texas International, а потім Texas Air і Continental Airlines, Френк Лоренцо продав свою частку мажоритарного власника Jet Capital Corporation компанії Scandinavian Airlines System (SAS) і вийшов у відставку.
За останні роки в Континентал накопичилося безліч проблем, головними з яких були наступні: майже весь свій час Лоренцо присвячував питань придбання Eastern Airlines і з'ясування взаємовідносин з трудовим колективом компанії; в 1990-го почалося іракське вторгнення в Кувейт і в результаті  війни в Перській затоці ціни на авіаційне паливо різко пішли вгору; до кінця залишилися невирішеними фінансові труднощі авіакомпанії People Express, поглиненої три роки тому. До того ж останнім часом Лоренцо здійснював операції з купівлі фінансових боргів інших авіакомпаній і почав процес приведення компаній в єдину операційну систему. Все це призвело до того, що флот авіакомпанії складали численні різні типи літаків в різномастих лівреї.
Наприкінці 1980-х, після різкого скорочення маршрутної мережі United Airlines і невдалою спробою USAir організувати рейси в Клівленді за схемою «точка-точка», Континентал розширила свою присутність у Міжнародному аеропорту Клівленда Хопкінс і кількість рейсів через нього. Авіакомпанія досить швидко отримала всі виходи на посадку (гейти) в зоні З аеровокзалу і потім ще й розширила число своїх гейтів за рахунок нової зони D. Згодом аеропорт Клівленда стане третім за величиною хабом Континентал.
12 лютого 1991 року авіакомпанія оприлюднила свій новий бренд і синьо-сіру ліврею з логотипом глобуса, досі залишаються фірмовими знаками Континентал.
У 1993 року канадський авіаперевізник Air Canada спільно з Air Partners і Texas Pacific Group проінвестували Континентал в розмірі 450 мільйонів доларів США, тим самим сприяючи виходу авіакомпанії зі стану банкрутства. Під керівництвом колишнього виконавчого директора корпорації Boeing Гордона Бетюна (Gordon Bethune), згодом став президентом Боїнга, в Континентал почалася велика структурна реорганізація авіакомпанії. Бетюн почав з масштабного замовлення нових літаків з метою перевести весь флот компанії лайнери Боїнга. Після відкриття Міжнародного аеропорту Денвера 28 лютого 1995 року керівництво Континентал ухвалило рішення про те, що обсяги перевезень через транзитний вузол Денвера — історичної бази та основи авіакомпанії протягом майже шістдесяти років — будуть значно скорочені, а решта маршрути (окрім рейсів в Клівленд, Х'юстон і Ньюарк) будуть перенесені в сусідній Міжнародний аеропорт Степлтон. Дане рішення було викликано насамперед необхідністю зниження операційних витрат авіакомпанії, а збори аеропорту Денвера за обслуговування літаків і збори за зліт/посадку були істотно вище, ніж в альтернативному аеропорту Степлтон.

### Сучасний період

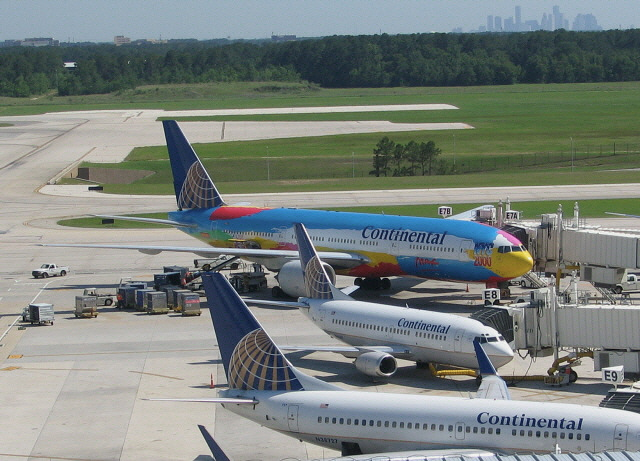
Boeing 777 «Пітер Макс» в аеропорту Х'юстон (Интерконтинентал), лівреї була змінена взимку 2007/08 року. На задньому плані — Х'юстон-Даунтаун

У вересні 1997 року авіакомпанія оголосила про перенесення своєї штаб-квартири в Х'юстон.
З 1998 року Континентал знову приступила до здійснення програми розширення мережі міжнародних маршрутів. Були відкриті нові рейси в Ірландію і Шотландію, а в жовтні того ж року авіакомпанія отримала свій перший лайнер Boeing 777, що дало можливість відкрити прямі рейси з Ньюарка і Х'юстона в Токіо (Японія) і з Ньюарка в Тель-Авів (Ізраїль). У цьому ж році Континентал укладає код-шерінгові угоди з авіакомпаніями Northwest Airlines, Copa, Avant Airlines, Transbrasil і Cape Air. Континентал і America West Airlines стали першими американськими авіакомпаніями, започаткувавши проект продажу електронних квитків.
1 березня 2001 року Континентал відкрила новий прямий рейс з Ньюарка в Гонконг по крос-полярної трасі — один з найдовших маршрутів у світі за тривалістю перельоту понад 16 годин. Запуск цього рейсу породив короткочасний конкурентний конфлікт між Контінентал, United Airlines і Cathay Pacific за право виконувати прямі рейси між Нью-Йорком і Гонконгом.
У 2004 році авіакомпанія ввела рейс в Осло (Норвегія), у наступному — рейс з Ньюарка в Пекін. У тому ж році до міжнародної маршрутної мережі додані відразу п'ять міст з чотирьох різних країн: Стокгольма у Швеції, Белфаст і Брістоль у Великій Британії, Берлін і Гамбург в Німеччині. У 2006-му відкрився рейс в Кельн (Німеччина) і в наступному — в Афіни, Греція. Континентал вийшла на друге місце серед авіакомпаній США після Delta Air Lines за кількістю європейських країн у маршрутній мережі.
До травня 2006 року кількість перевезених пасажирів Континентал перевищила аналогічний показник Northwest Airlines і авіакомпанія вийшла на четверте місце в списку американських перевізників, вперше за останні п'ять років перемістившись на одну сходинку вгору.
Розуміючи межі обсягу операційного обслуговування в Ньюарку, Континентал повідомляє про свої плани по розширенню перевезень через Міжнародний аеропорт Клівленда шляхом відкриття нових міжнародних рейсів з цього хабу. 14 вересня 2007 авіакомпанія приймає дворічний план розвитку хабу в Клівленді, перший міжнародний рейс Париж у відповідності з цим планом відкрився 22 травня 2008 року.

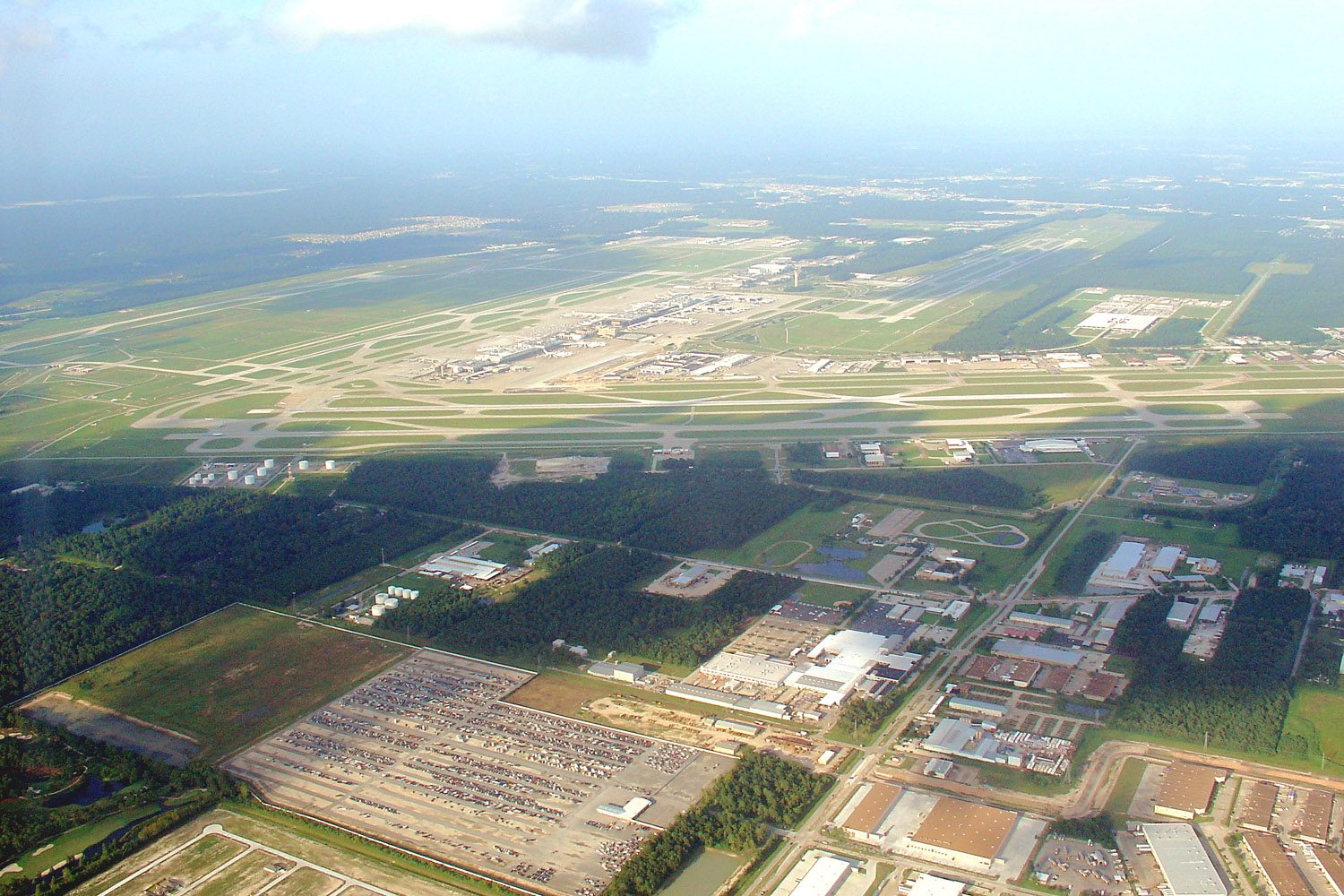
Континентал — основна авіакомпанія в аеропорту Х'юстон (Интерконтинентал)

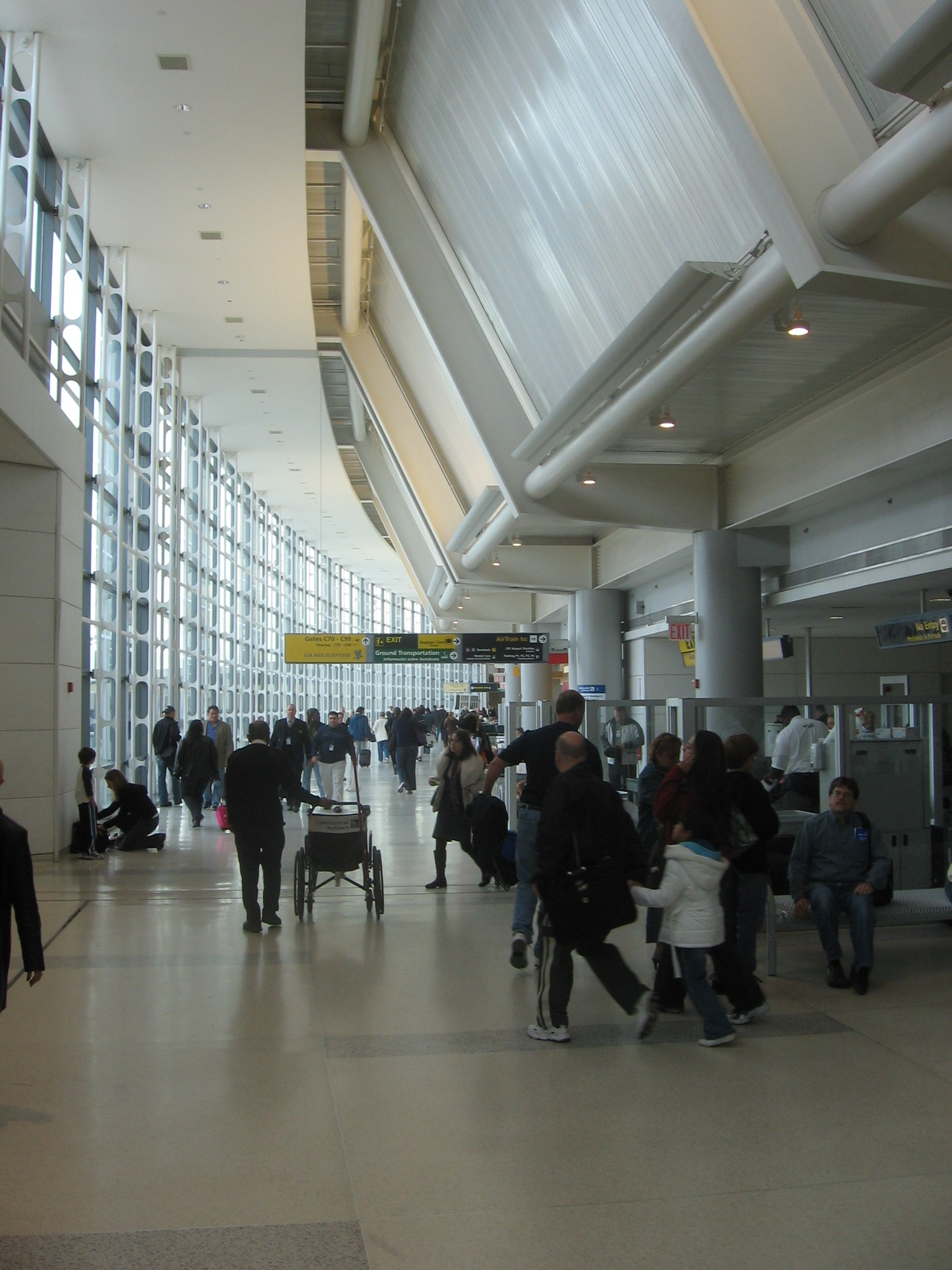
Термінал C — зона обслуговування пасажирів Контінентал, Міжнародний аеропорт Ньюарка Ліберті

Заплановане компанією розширення на внутрішньому ринку авіаперевезень включало введення 12 маршрутів в різні міста США, в основному за рахунок регіональних перевізників під брендом Continental Connection і з хабу в Клівленді. До літнього сезону 2009 року планувалося до відкриття ще 20 нових пунктів призначення на магістральних рейсах, однак економічна криза 2008 року згорнув усі програми розширення Континентал.
У травні 2008 року авіакомпанія продала залишилися 4,38 мільйона акцій панамського перевізника Copa за 35,75 доларів за одну акцію, вторгувавши 149,8 мільйона доларів США і тим самим перестала бути основним держателем акцій Copa. 5 червня того ж року Континентал оголосила про скорочення трьох тисяч робочих місць і зниження заробітної плати в авіакомпанії до кінця 2008 року. 19 червня Континентал заявила про планований вихід з альянсу SkyTeam і подальшому вступі до іншого альянсу Star Alliance за офіційною версією з метою більш широкого співробітництва з авіакомпанією United Airlines та іншими членами Star Alliance. Нове перспективне партнерство з Юнайтед деякі аналітики назвали віртуальним об'єднанням. Континентал і Юнайтед вже вели переговори щодо злиття двох авіакомпаній на початку 2008 року, однак Континентал в односторонньому порядку вийшла з переговорів, заявивши про наміри подальшого продовження діяльності в колишніх умовах.
19 серпня 2008 року газета USA Today повідомила про намір Континентал відправити від 140 до 180 пілотів у безстрокових відпустку, а також про фактичну ліквідацію 2500 робочих місць, в основному за рахунок добровільних звільнень.
У вересні 2008 року авіакомпанія повідомила про відкриття нового прямого рейсу Х'юстон-Ріо-де-Жанейро.
7 січня 2009 Континентал вперше в світі виконала демонстраційний політ американського комерційного літака на біопаливі, в якому використовувалася суміш компонентів, отриманих з водоростей і ятрофа — друге покоління розробляються видів біопалива, що не забруднює атмосферу і не має ефектів шкідливого впливу на сільськогосподарські культури і водні ресурси.

#### Нагороди авіакомпанії в сучасному періоді
- Перше місце в категорії «найповажніша авіакомпанія», журнал Fortune — 2004, 2005, 2006, 2007 та 2008 роки.[24]
- Перше місце в категорії «найповажніша авіакомпанія США», журнал Fortune — 2006 рік.[25]
- «Авіакомпанія року», OAG — 2004, 2005 роки.[26]
- «Кращий бізнес-клас», щорічний конкурс OAG — 2003, 2004, 2005 та 2006 роки.
- «Краща авіакомпанія Північної Америки», щорічний конкурс OAG — 2004, 2005 і 2006 роки.
- «Кращий трансатлантичний і кращий транстихоокеанський бізнес-клас серед авіакомпаній США», журналу Condé Nast Traveler — 1999, 2000, 2001, 2002, 2003, 2004, 2005 і 2006.
- «Краща авіакомпанія для подорожей в Північній Америці», «Кращі бортпровідники в США», «Кращий сервіс в США», англійський журнал Business Traveller — 2006.
- «Найповажніша авіакомпанія світу», Yahoo!.
- Премія за високу пунктуальність, інформаційне агентство J. D. Power and Associates — 2007.[27]
- «Краща вітчизняна авіакомпанія Преміум-класу», рейтингове агентство Zagat Survey — 2008.[28]
- «Краща авіакомпанія по вартості міжнародних польотів», рейтингове агентство Zagat Survey — 2008.
- «Краща авіакомпанія для північноамериканського туризму», журнал Business Traveler — 2008.[29]

## Маршрутна мережа

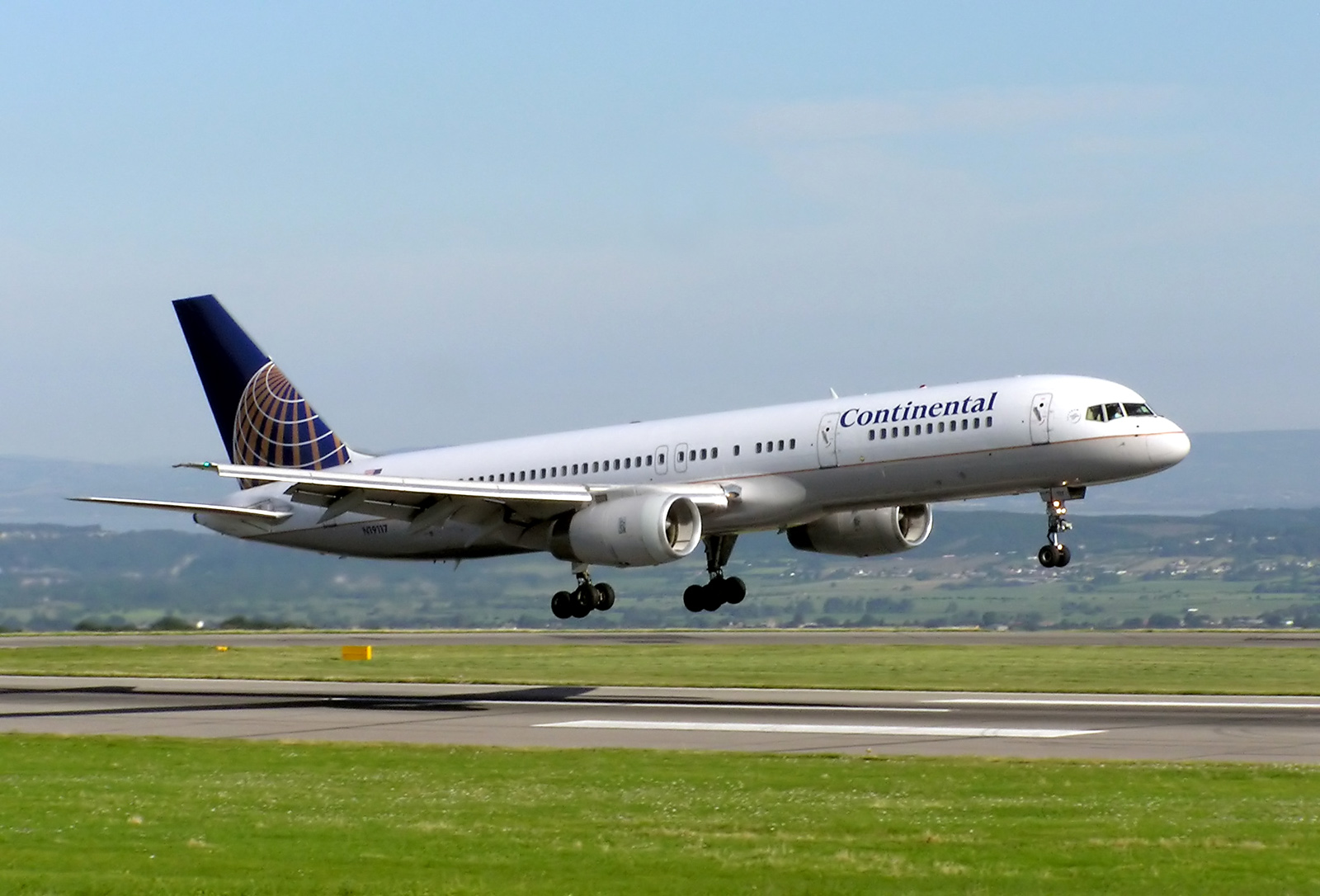
Посадка Boeing 757-224 в Міжнародному аеропорту Бристоль, Велика Британія

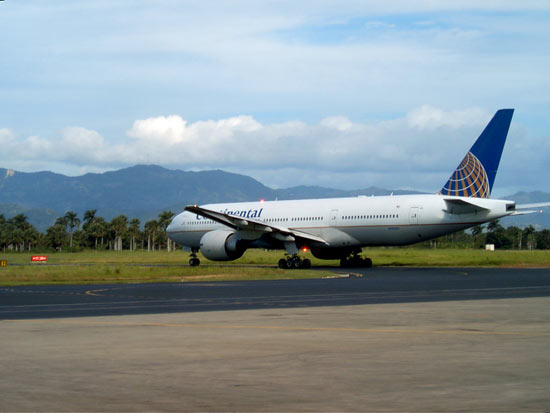
Boeing 777-200 в Міжнародному аеропорту Кибао, Сантьяго-де-лос-Трейнта-Кабальєрос, Домініканська Республіка

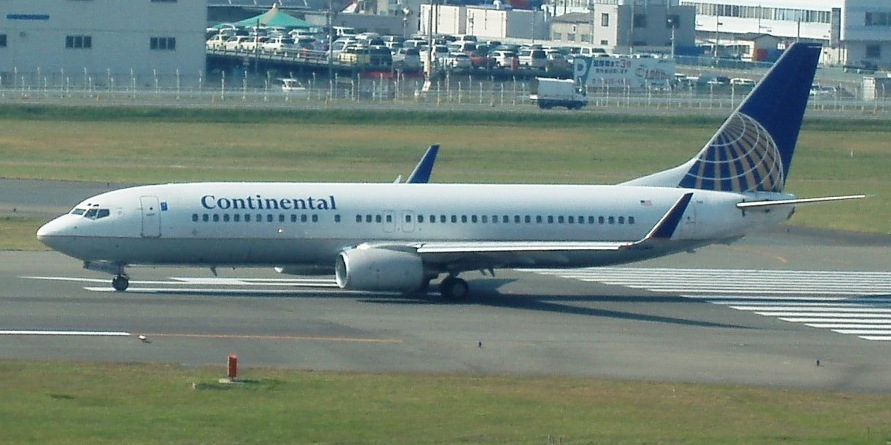
Boeing 737-800 авіакомпанії Continental Micronesia в аеропорту Фукуока, Японія

В даний час Континентал разом зі своїми підрозділами Continental Express і Continental Connection виконує більше 3100 рейсів в день по всій Америці, країнах Європи та Азійсько-Тихоокеанського регіону. У літньому розкладі 2008 року компанія заявила 149 внутрішніх і 138 міжнародних рейсів в більш ніж 550 пунктів призначення, включаючи польоти за код-шерінгові угоди і на маршрутах авіакомпаній — партнерів по альянсу SkyTeam.
Маршрутна мережа Континентал побудована головним чином з опорою на її транзитні вузли в Клівленді, Х'юстоні, Ньюарку і західної частини Тихого океану — в Гуамі. Виключення становлять кілька рейсів, наприклад Сіетл-Анкорідж і Лос-Анджелес-Гонолулу, а також частина маршрутів авіакомпаній, що використовують бренд Continental Connection і рейсів до Флориди і на Багамські острови.
Протягом майже сорок років авіакомпанія використовувала великий хаб в Денвері, проте після відкриття Міжнародного аеропорт Денвера і значного збільшення тарифів на операційне обслуговування Континентал перенесла більшість рейсів у Міжнародний аеропорт Степлтон. До середини 1980-х років компанія головним чином орієнтувалася на ринок внутрішніх перевезень, з входженням ж в холдинг Texas Air почали розвиватися міжнародні перевезення, зокрема Континентал в даний час є найбільшим північноамериканським оператором напрямків у міста Мексики. На трансатлантичний ринок перевезень компанія вперше вийшла в квітні 1985, ввівши рейс Х'юстон-Лондона (аеропорт Гатвік). Перейти або виконувати рейси в інший міжнародний аеропорт Лондон Хітроу Континентал не мала права за положеннями Другий Бермудської конвенції і тому використовувала аеропорт Гатвік, довівши в 2007 році кількість рейсів до шести день з аеропортів Х'юстона, Ньюарка і Клівленда.
У березні 2008 року вступила в дію угода між США і Європейським союзом «Відкрите небо», яке скасувало обмеження Другий Бермудської конвенції на кількість авіаперевізників між США і ЄЕС і на перелік міст обох країн, з яких вони могли виконувати пасажирські рейси. 29 березня 2008 року Континентал оголосила про відкриття маршрутів з Х'юстона і Ньюарка в лондонський аеропорт Хітроу, замінюють аналогічні рейси в Гатвік і виконуються на літаках Boeing 777-200ER і Boeing 767-200.
Під час в'єтнамської війни Континентал активно займалася перевезенням військових вантажів і створила широку базу для подальших комерційних операцій в азійському регіоні. На початку 1970-х років почалися польоти в Японію з Сайпан і Гуама, а наприкінці 1980-х були запущені прямі рейси між Токіо і Сіетлі на літаках Boeing 747, згодом замінені прямими рейсами з Гонолулу в аеропорт Токіо Наріту. У 1990-х роках Континентал зберігала мінімальну присутність на транстихоокеанському ринку авіаперевезень аж до введення в 1998-му безпосадкових рейсів з Х'юстона і Ньюарка в Токіо на літаках Boeing 777. До 2007-го року в маршрутну мережу компанії були додані Гонконг і Пекін, а в 2009-му році — рейс Ньюарк-Шанхай.
У 1970-х роках Континентал працювала на австралійському напрямку рейсами Douglas DC-10 і Boeing 747, проте в даний час зберігає свою присутність на даному ринку перевезень лише за допомогою авіакомпанії Air Micronesia, що експлуатує Boeing 737-800 між Гуамом і Кернсом. Континентал частіше інших північноамериканських авіакомпаній виконує рейси з США в Індію, Японію, Мексику і Велику Британію і єдина, хто літає в Норвегію, Федеративні Штати Мікронезії, Маршаллові острови і Палау.
Після отримання нових літаків Boeing 787 орієнтовно до кінця 2010 року авіакомпанія планує розгорнути маршрути зі свого хабу в Х'юстоні в Дубаї, Рим, Мілан і Мадрид.
У зв'язку з паливним і фінансовим кризами 12 червня 2008 року авіакомпанія оголосила про припинення повітряного сполучення з п'ятнадцяти напрямами в ролі необхідного заходу для зниження витрат і різко зрослих витрат компанії. Континентал закриває свої гейти, стійки реєстрації та припиняє виконання рейсів в аеропорти міст Денпасар (Балі), Індонезія), Калі (Колумбія), Кельн (Німеччина), Гуаякіль (Еквадор), Монклова (Мексика), Сантьяго (Домініканська Республіка), Окленд (Каліфорнія) (Каліфорнія), Палм-Спрінгз (Каліфорнія), Ріно (Невада), Сарасота (Флорида), Таллахассі (штат Флорида), Грін-Бей (Вісконсин), Чаттануга (Теннессі), Толідо (штат Огайо) і Монтгомері (Алабама).

## Флот
Станом на вересень 2010 року середній вік повітряних суден авіакомпанії становив 9,5 року. Парк Континентал складається з чотирьох типів літаків — Boeing 737, Boeing 757, Boeing 767 і Boeing 777 з одинадцятьма варіантами пасажирських салонів. Також замовлені Boeing 787 в двох варіантах компонування салонів, введення 787-х в експлуатацію планується на 2011 рік.

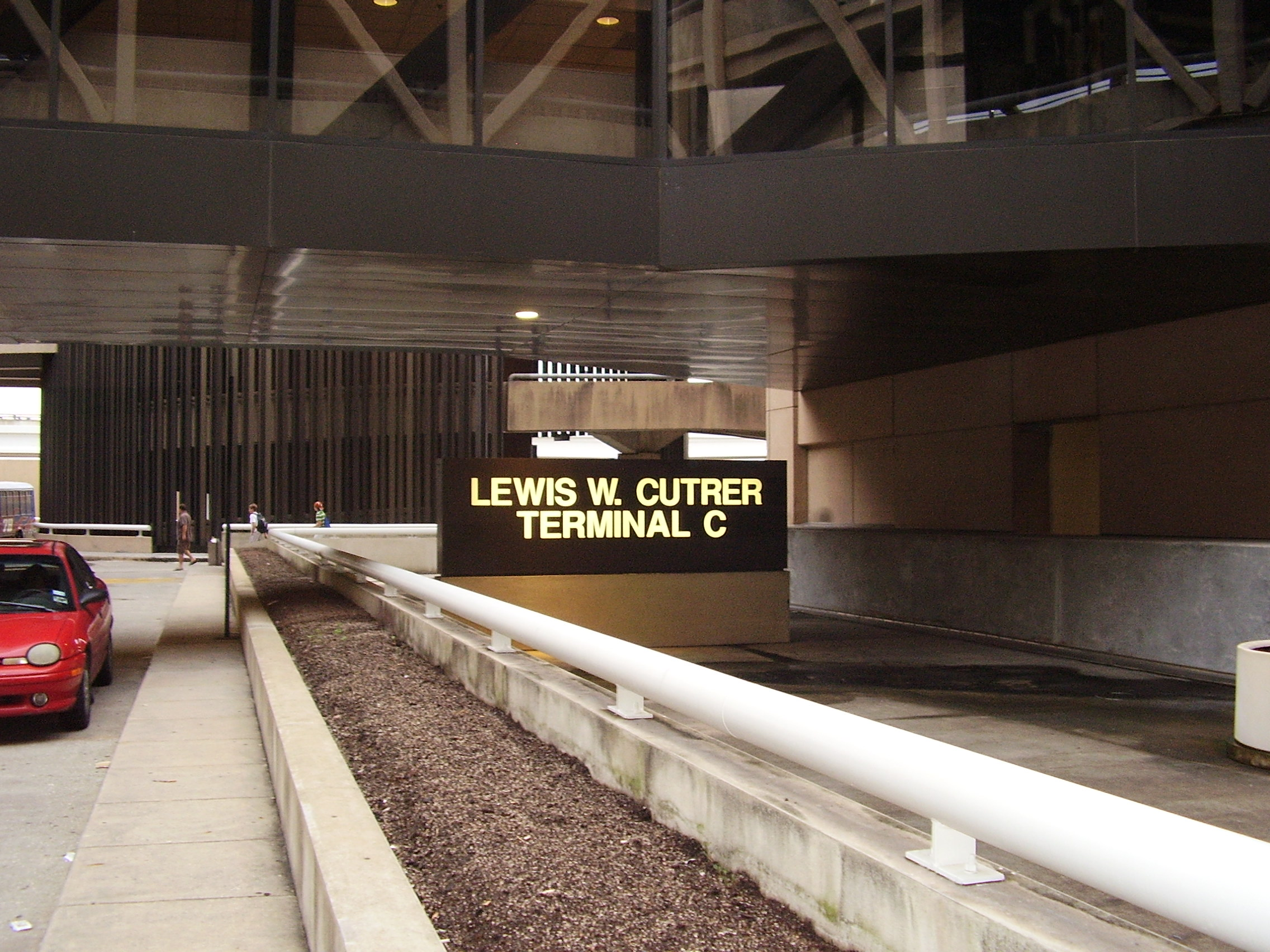
Термінал З аеропорту Х'юстон (Інтерконтинентал) — зона обслуговування внутрішніх рейсів Континентал

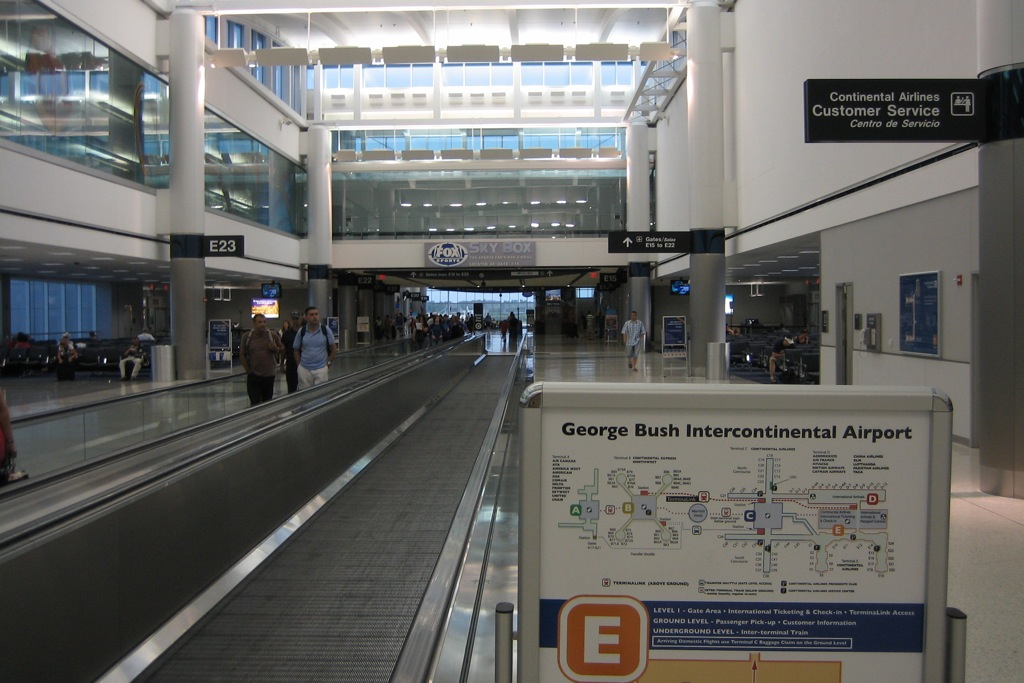
Термінал E аеропорту Х'юстон (Інтерконтинентал) — зона обслуговування міжнародних рейсів Континентал

*Перший клас на внутрішніх рейсах. Бізнес-Перший — на трансатлантичних і транстихоокеанських рейсах.
Контінентал (разом з American Airlines і Delta Air Lines) наприкінці 1990-х підписала з корпорацією Boeing угоду, що зобов'язує авіакомпанію купувати літаки цього виробника. Після злиття Боїнга з McDonnell Douglas Європейський союз змусив Боїнг анулювати всі угоди подібного типу, тому в даний час всі три перевізника знаходяться з виробником літаків у так званих «умовах джентльменської угоди».

## Салони
На регулярних рейсах Континентал надає, також як і інші північноамериканські авіакомпанії — члени альянсу SkyTeam, два класу сервісного обслуговування пасажирів — Перший/БізнесПерший (BusinessFirst) і економічний клас.

### BusinessFirst

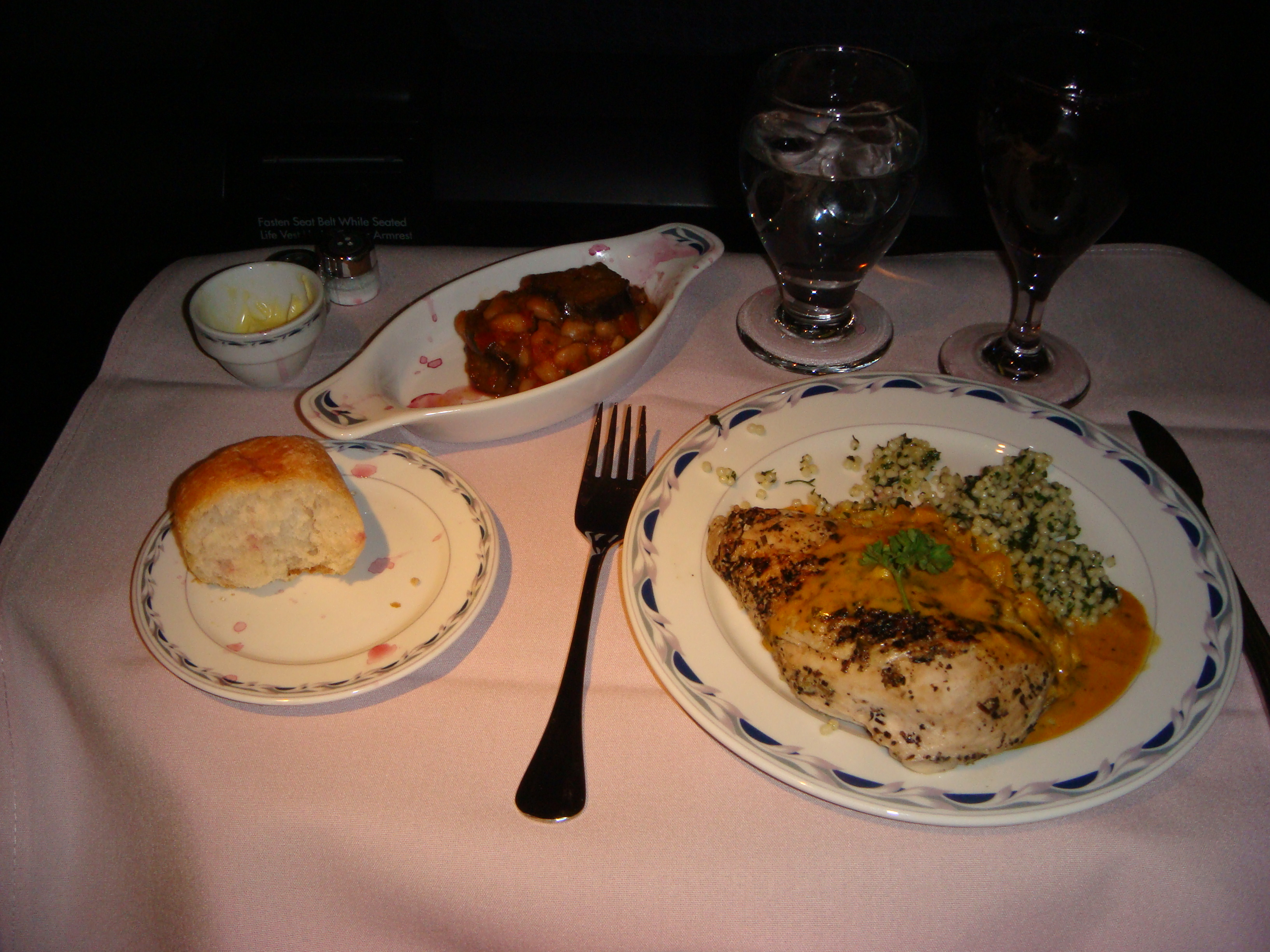
Сніданок в салоні BusinessFirst

Згідно недавній інформації Континентал авіакомпанія планує встановити в салонах BusinessFirst спеціальні пасажирські крісла довжиною в 2 метри, повністю розкладаються в горизонтальне положення. Ширина сидіння (воно ж — лежаче місце) становить 64 сантиметри з урахуванням підлокітників. Електронне управління кріслом дозволить пасажирам легко регулювати його положення та нахил, розкладати крісло в положення для сну, а також надасть додаткові можливості по використанню вбудованої підтримки попереку та ніг. У нових кріслах бізнес-класу також будуть використовуватися регулюються в шести напрямках підголовники, лампи індивідуального освітлення над головою і персонально в сидінні, дозволяючи використовувати їх не порушуючи спокою сусідніх пасажирів, а також будуть доступні підключені плеєри iPod.

### Перший клас
Перший клас авіакомпанія пропонує тільки на літаках, призначених для авіаперевезень всередині країни — Boeing 737 і Boeing 757-300. Ширина крісел в першому класі 53 сантиметри, відстань між рядами крісел — до 97 сантиметрів. Пасажири першого класу забезпечуються безкоштовним харчуванням, сніданком і алкогольними напоями. В середині 2009 року Континентал планує додати на Боїнгах 737 і 757 систему телебачення LiveTV та послуги сервісу Wi-Fi.

### Міжнародний економічний клас

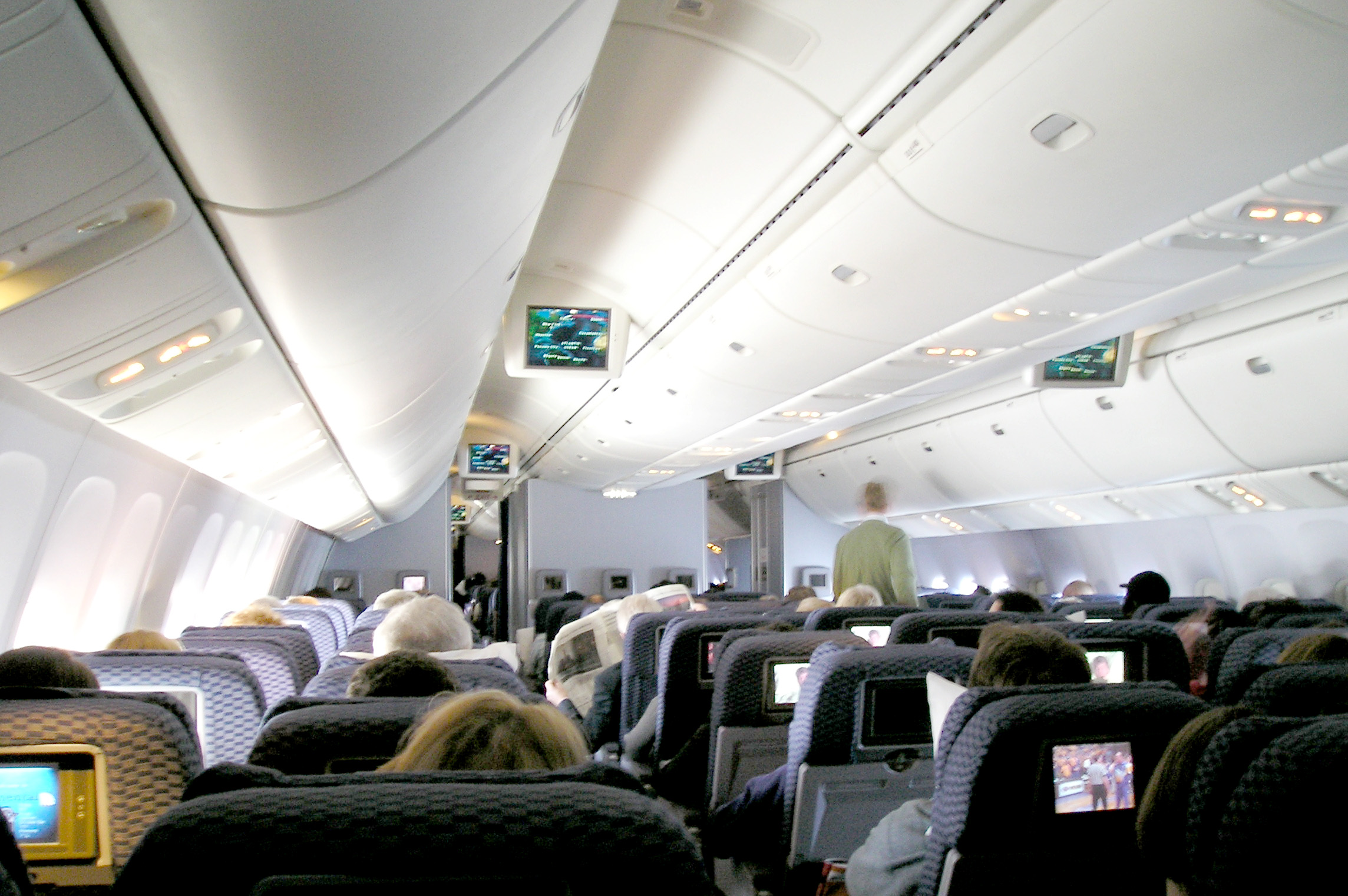
Економічний клас у літаку Boeing 767-400ER

Сервіс економічного класу пропонується на всіх міжнародних рейсах авіакомпанії. Ширина крісел в економ-класу становить 45 сантиметрів, відстань між рядами крісел — 53 сантиметри. Пасажири цього класу забезпечуються безкоштовним харчуванням, закусками і безалкогольними напоями, одна порція алкоголю продається за п'ять доларів США або за один купон Контінентал ("Continental Currency coupon").

### Економічний клас внутрішніх рейсів
Крісла в салоні економічного класу на літаках внутрішніх авіаперевезень мають 44 сантиметри завширшки, відстань між рядами крісел — 81 сантиметр. Пасажири безкоштовно отримують харчування, закуски і безалкогольні напої. Одна порція алкоголю може бути куплена за п'ять доларів США або один купон авіакомпанії. На літаках Boeing 737-300, Boeing 757-300 і на більшості Boeing 737-700,-800,-900,-900ER є телевізійні екрани над пасажирськими кріслами, навушники надаються за один долар США. У січні 2009 року Континентал початку дообладнати Боїнги-737NG і Боїнги-757-300 сервісом LiveTV, послуга якого обійдеться в шість доларів США, сервіс ж Wi-Fi буде надаватися безкоштовно.

## AVOD (Аудіо та відео на вимогу)
Салони літаків Континентал Boeing 757-200 і Boeing 767 повністю обладнані системою AVOD, монітори розташовані в спинках попереду стоять пасажирських крісел, салони Boeing 777 планується оснастити AVOD до кінця 2009 року. Салони Боїнгів 757-200 і 777-200 оснащені електричними розетками (по два на кожні три пасажирських місця), не вимагають підключення спеціальних адаптерів або перехідників.

## Бонусна програма OnePass
У 1987 році Континентал ввела власну програму заохочення часто літаючих пасажирів OnePass, діючу в даний час для клієнтів авіакомпаній Continental Airlines, Copa Airlines і AeroRepública.
OnePass надає постійним пасажирам при накопиченні бонусів достатнього рівня отримувати безкоштовні квитки на рейси авіакомпанії, підвищувати клас квитка до сервісу салону першого класу, значні знижки на обслуговування в спеціальних залах підвищеної комфортності аеропортів (Presidents Club) та інші заохочувальні бонуси. Пасажири накопичують милі за кожен здійснений політ на літаках Континентал та/або його партнерів. Привілейовані OnePass поділяються на категорії «срібний», «золотий» та «платиновий» рівні, за якими надаються послуги безкоштовного підвищення класу перевезення, премії за довжину польоту, пріоритет на реєстрацію квитків і багато іншого.
До 1987 року Континентал мала іншу власну програму заохочення пасажирів, але після злиття з авіакомпанією Eastern Airlines заохочувальні програми обох авіакомпаній були об'єднані в один проект, назва якого (OnePass) відображає можливість пасажирів двох перевізників накопичувати бонусні милі з інтеграцією їх в одну програму.
На додаток до своїх підрозділів Continental Express, Continental Connection і партнерів по альянсу SkyTeam Континентал має партнерські відносини за програмою OnePass з такими авіакомпаніями:
| - Alaska Airlines - American Eagle Airlines (тільки за штатом Каліфорнія) - Cape Air - Emirates Airline - EVA Air - Hawaiian Airlines | - Horizon Air - Island Air - Kingfisher Airlines - Qantas - US Helicopter - Virgin Atlantic |

Пасажири також можуть заробляти бонусні милі в рамках програми заохочення частолітаючих пасажирів OnePass, використовуючи пункти прокату автомобілів і готелі фірм-партнерів Контінентал, а також при придбанні залізничних квитків компанії Amtrak.

## Presidents Club
Presidents Club (укр. Президент Клаб) — привілейована сервісна програма авіакомпанії, за якою пасажирам надається доступ до кімнати (зали) підвищеної комфортності. Президент Клаб поширюється на пасажирів авіакомпаній Контінентал, Continental Express, Continental Connection, Copa Airlines і AeroRepública. В даний час діють 26 точок Президент Клаб, також члени цієї програми можуть користуватися сервісом підвищеної комфортності в більш ніж 40 аналогічних точках авіакомпаній-партнерів по альянсу SkyTeam, включаючи Delta Air Lines, Aeroméxico, Alitalia і Northwest Airlines. У клієнтів Президент Клаб є доступ в VIP-зали Alaska Airlines і Amtrak.
Континентал пропонує пасажирам варіант довічного членства в Президент Клаб, станом на листопад 2008 року ця послуга коштувала 5.500 доларів США. Пасажири, які мають квитки в салони класу BusinessFirst автоматично отримують доступ до кімнати Президент Клаб і можуть провести з собою до двох осіб. Власники платинових карт American Express і карт Centurion мають право доступу в Президент Клаб при наявності квитків в цей же день на рейси Континентал або на рейси під код-шерингом Континентал.

### Розташування Presidents Club
Аеропорти з залами Presidents Club:
| - Атланта - Остін - Бостон - Чикаго (О'хара) (разом з Northwest Airlines) - Клівленд - Даллас/Форт-Уерт - Денвер | - Форт-Лодердейл - Гуам - Гонолулу - Х'юстон (5) - Лос-Анджелес - Лас-Вегас - Нью-Йорк (Ла Гуардіа) - Ньюарк (3) | - Панама (разом з Copa Airlines) - Сан-Антоніо - Сан-Франциско - Сіетл/Такома - Вашингтон (їм. Рейгана) |

## Код-шерінгові угоди
В даний час крім партнерів по альянсу SkyTeam Континентал має код-шерінгові угоди з такими авіакомпаніями:
- AeroRepública
- Alaska Airlines і Air Horizon
- American Eagle Airlines (тільки на рейси в штаті Каліфорнія)
- Cape Air
- Emirates Airline
- EVA Airways
- Hawaiian Airlines
- Island Air
- US Helicopter
- Virgin Atlantic Airways

## Інциденти та нещасні випадки
Нижче перераховані значні інциденти з літаками Континентал.
- 28 січня 1963 року, рейс 290 Мідленд (Техас)—Канзас-Сіті, Vickers Viscount 812 бортовий N242V. При заході на посадку через обмерзання стабілізатора увійшов у піке і врізався в землю. Загиблих: 8 з 8 чоловік.[46][47]
- 15 серпня 1975 року, рейс 426 Денвер-Wichita, Boeing 727-224 бортовий N88777. Під час виконання зльоту з смуги 35L північна частина аеропорту Денвера перебувала в грозовому фронті. Після відриву з ВПП літак потрапив у сильний зсув вітру на висоті і швидкості, виключали його вирівнювання, і впав в кінці злітно-посадкової смуги. Загиблих немає, травмовано 15 осіб.[48][49]
- 1 березня 1978 року, рейс 603 Лос-Анджелес-Гонолулу, Douglas DC-10-10 бортовий N68045. Під час розбігу при зльоті в момент проходу порогу швидкості V1 (максимальна швидкість, безпечна для припинення зльоту), почувся сильний удар, що супроводжувався тряскою літака. Екіпаж вирішив припинити зліт. При наближенні до кінця смуги, командир повів літак вправо, при сходженні з смуги підломилось шасі і виникла пожежа. Причиною інциденту став розрив двох шин лівої стійки шасі, що призвело до вибуху третього балона в критичний момент розбігу. Загиблих: 2 з 200 осіб.[50][51]
- 15 листопада 1987 року, рейс 1713 Денвер-Бойс (Айдахо), Douglas DC-9-14 бортовий N626TX. У момент зльоту в сніжну бурю літак різко задер ніс, перекинувся і розбився. Причиною катастрофи стало непроведення повторної антикригової процедури після 27-хвилинної затримки. Загиблих: 28 з 82 осіб.[52][53]
- 19 лютого 1996 року, рейс 1943 авіакомпанії Continental Airlines Вашингтон—Х'юстон, McDonnell Douglas DC-9-32. Літак здійснив посадку на злітно-посадкову смугу 27 Аеропорту Х'юстон Інтерконтинентал з невипущеними шасі, проїхав на череві 2100 метрів і зупинився в кінці смуги зі зміщенням на 42 метри вліво від її осі. Кілька людей з знаходилися на борту, отримали незначні травми, загиблих немає.[54]
- 20 грудня 2008 року, рейс 1404 авіакомпанії Continental Airlines Денвер—Х'юстон, Boeing 737-500. Після торкання злітно-посадкової смуги 34R Аеропорту Х'юстон Інтерконтинентал літак зачепив лівим двигуном покриття ЗПС і загорівся. Під час посадки снігу на злітно-посадковій смузі не було, однак боковий вітер дув зі швидкістю 36 миль в годину. З 115 чоловік на борту ніхто не загинув, 38 людей отримали поранення, в тому числі як мінімум дві людини були важко поранені. Комісія з розслідування інциденту не змогла встановити справжніх причин аварії.[55][56][57]